# Morigny
Morigny ist eine französische Gemeinde mit 70 Einwohnern (Stand 1. Januar 2022) im Département Manche in der Region Normandie. Sie gehört zum Arrondissement Saint-Lô und zum Kanton Villedieu-les-Poêles-Rouffigny.
An der nördlichen Gemeindegrenze verläuft das Flüsschen Drôme.

## Bevölkerungsentwicklung
| Jahr                       | 1962 | 1968 | 1975 | 1982 | 1990 | 1999 | 2009 | 2018 |
| Einwohner                  | 171  | 161  | 139  | 118  | 104  | 83   | 88   | 78   |
| Quellen: Cassini und INSEE |      |      |      |      |      |      |      |      |

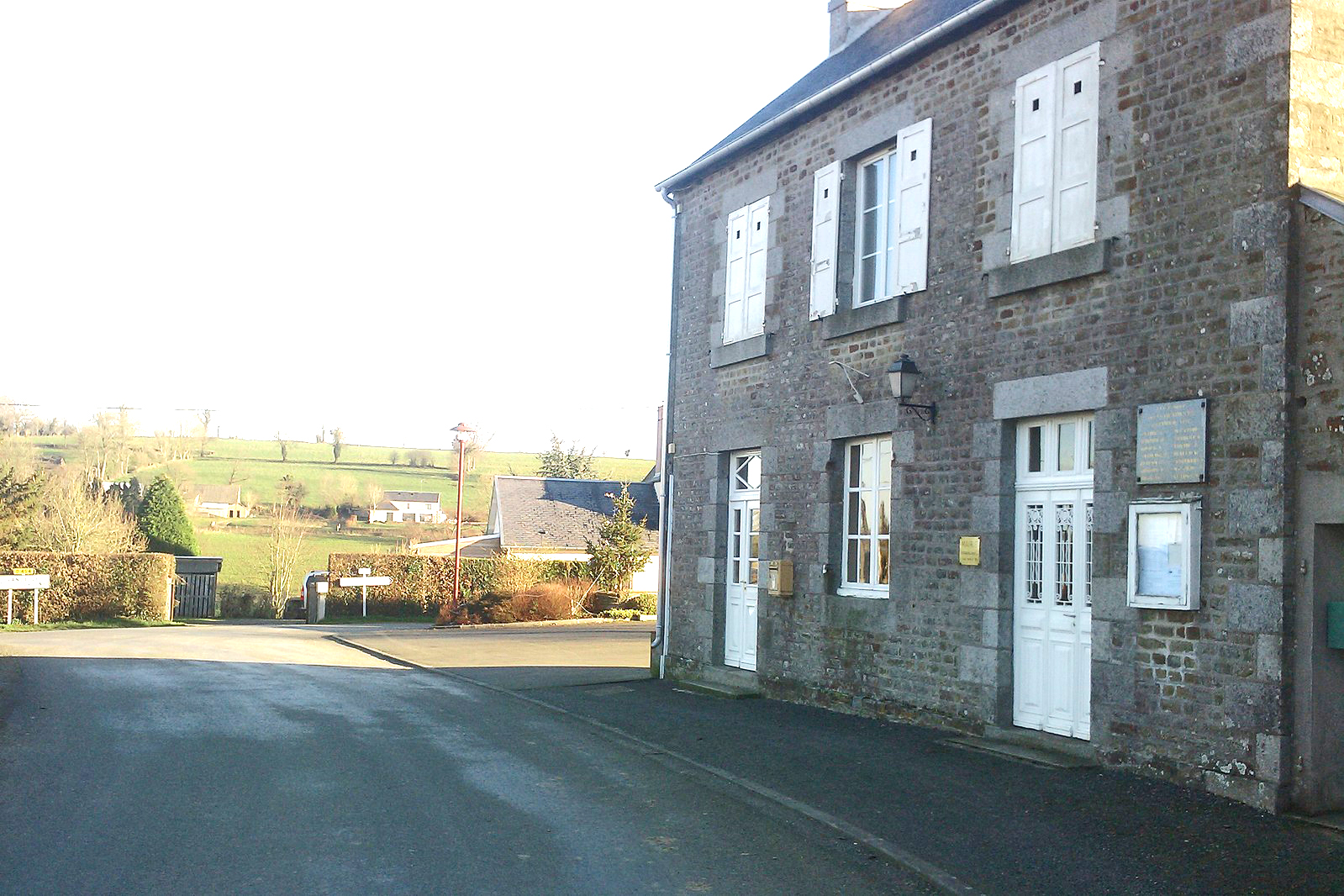
Mairie Morigny
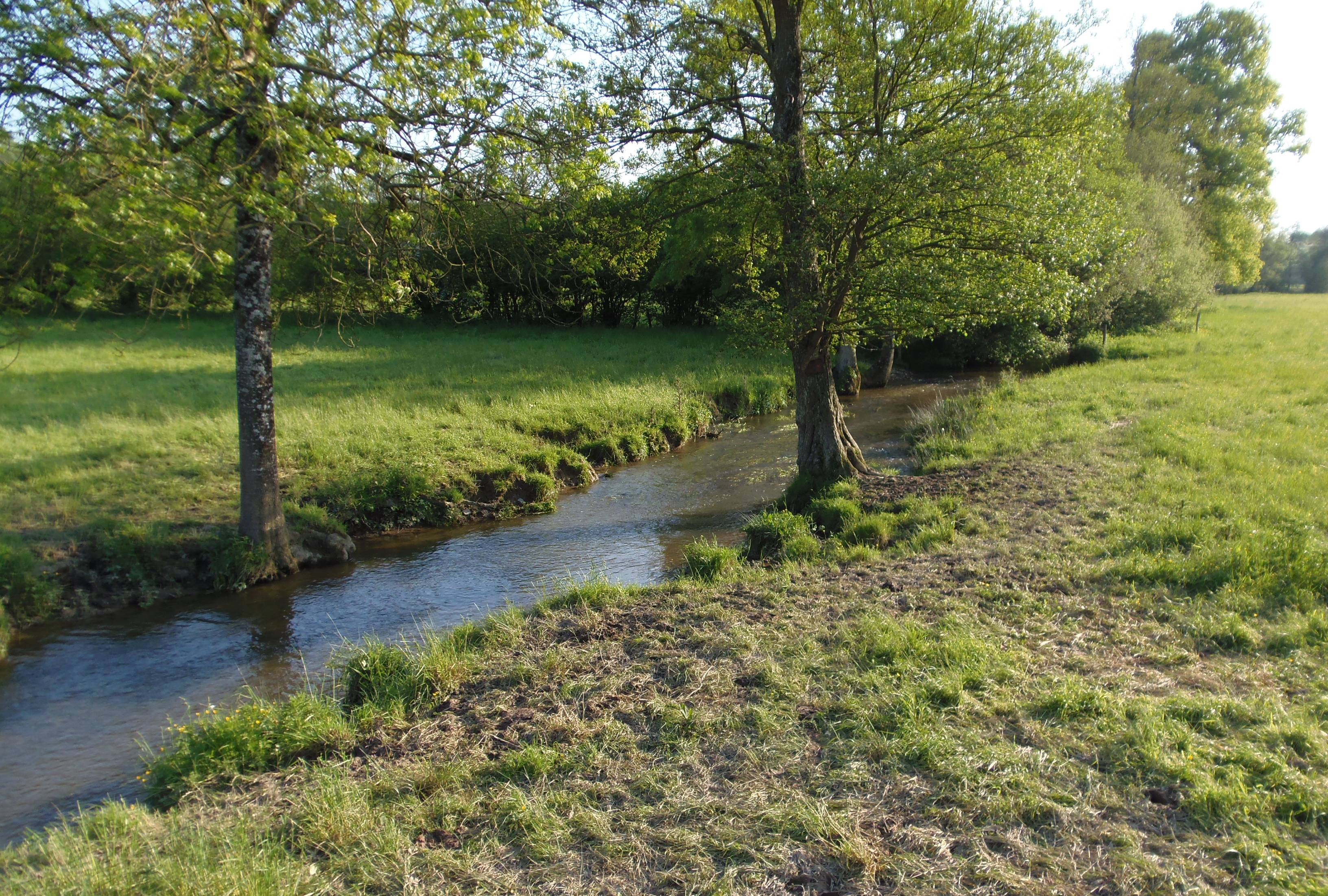
Drôme bei Morigny
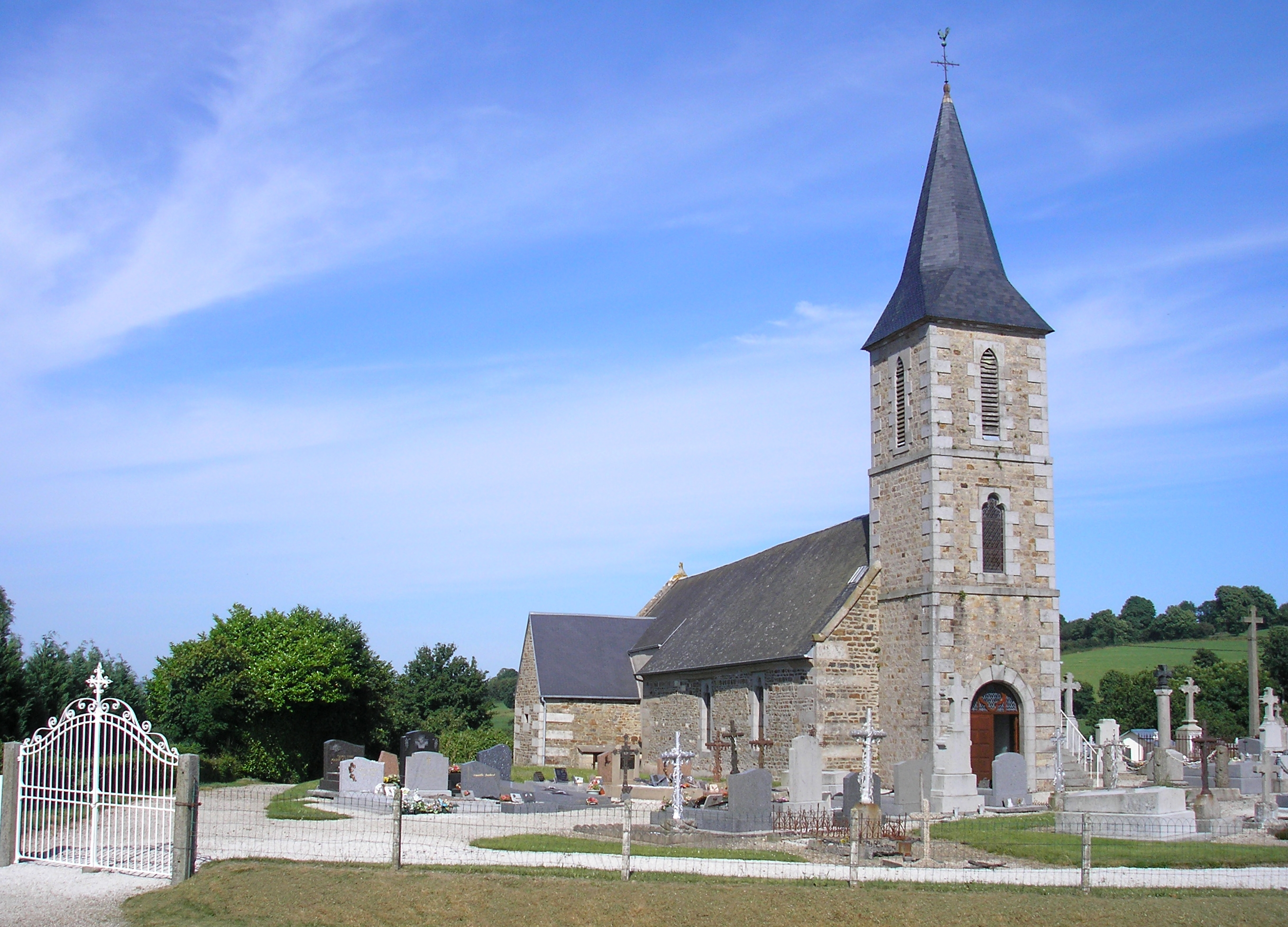
Kirche Notre-Dame